# Aphrophora horishana
Aphrophora horishana är en insektsart som beskrevs av Matsumura 1940. Aphrophora horishana ingår i släktet Aphrophora och familjen spottstritar. Inga underarter finns listade i Catalogue of Life.